# 居亚尔新城
居亚尔新城（法語：Villeneuve-la-Guyard，法語發音：[vilnœv la ɡɥijaʁ]）是法国勃艮第-弗朗什-孔泰大区约讷省的一个市镇，属于桑斯区。

## 地理
居亚尔新城（48°20'24"N, 3°3'52"E）面积16.62 平方千米，位于法国勃艮第-弗朗什-孔泰大區约讷省，该省份为法国中北部内陆省份，西接卢瓦雷省，西北接塞纳-马恩省，南至涅夫勒省，东临科多尔省，东北与奥布省接壤。
与居亚尔新城接壤的市镇（或旧市镇、城区）包括：巴尔贝、拉布罗斯-蒙索、迪扬、约讷河畔米西、圣阿尼昂、维勒布勒万。

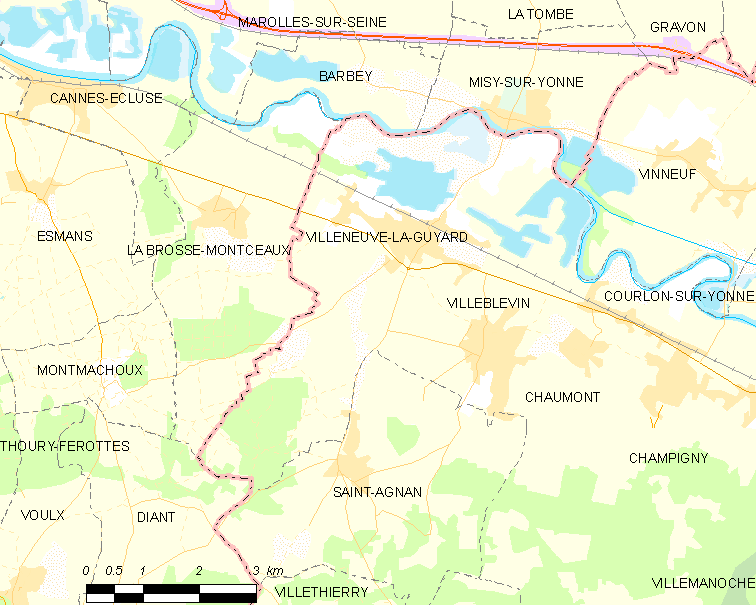
居亚尔新城的OSM定位图

居亚尔新城的时区为UTC+01:00、UTC+02:00（夏令时）。

## 行政
居亚尔新城的邮政编码为89340，INSEE市镇编码为89460。

## 政治
居亚尔新城所属的省级选区为约讷河桥村县。

## 人口

1962-2008年间居亚尔新城人口变化图示

居亚尔新城于2022年1月1日时的人口数量为3470人。